# The Fast and the Furious (filmserie)
The Fast & the Furious är en serie amerikanska actionfilmer som bland annat fokuserar på illegal street racing.  Filmerna distribueras av Universal Pictures och första filmen, The Fast and the Furious, hade premiär 22 juni 2001 och har fått nio stycken uppföljare och en spin-off. ("Fast & Furious: Hobbs & Shaw") Det finns även en icke officiell spin-off som ändå uttrycks vara en viktig del av historian. ("Better Luck Tomorrow")
Den svenska titeln i Finland på den första filmen är Våghalsarna.

## Filmserien
| Titel | År   | Regissör                              | Manus                                              | Premiär       |
| --- | ---- | ------------------------------------- | -------------------------------------------------- | ------------- |
| "The Fast and the Furious" | 2001 | Rob Cohen                             | Gary Scott Thompson, Erik Bergquist och David Ayer | 22 juni 2001  |
| Efter solnedgången börjar ett annat slags liv. Om natten äger "Dom" Toretto gatorna i L.A. Påhejad av sina fans kör han som rena rockstjärnan bilrace mot alla som törs utmana honom. Bland hans beundrare finns Brian, som utvecklar en vänskap med honom - och förälskar sig i hans syster. Problemet är att Brian arbetar undercover för att avslöja en brottshärva där Dom är huvudmisstänkt. Snart testas både hans lojalitet och gränser. De skrikande däcken stannar aldrig i denna fartfyllda och bränt-gummidoftande actionthriller där undercover-agenten Brian - som spelas av Paul Walker (Joyride, She's all that) får problem - både som polis och bakom ratten. |      |                                       |                                                    |               |
| "2 Fast 2 Furious" | 2003 | John Singleton                        | Gary Scott Thompson, Michael Brandt och Derek Haas | 6 juni 2003   |
| I ett försök att få tillbaka sin polisbricka går den f.d. snuten Brian O'Conner med på att infiltrera "street racing"-gängen i Florida. Han anlitar sin gamle skurkkompis Roman. |      |                                       |                                                    |               |
| "The Fast and the Furious: Tokyo Drift" | 2006 | Justin Lin                            | Chris Morgan                                       | 4 juni 2006   |
| Sean är en amerikansk tonåring, som efter ett olagligt race och en förstörd bil blir dömd för att illegalt ha kört street racing. För att undvika fängelsestraff, åker han till andra sidan jorden för att starta ett nytt liv hos sin far. Men hans passion för racing gör att han hamnar på kollisionskurs med den japanska undre världen. |      |                                       |                                                    |               |
| "Fast & Furious" | 2009 | Justin Lin                            | Chris Morgan                                       | 3 april 2009  |
| Ett brott som tar dem tillbaka till Los Angeles river upp gamla sår mellan brottslingen Dom Toretto (Vin Diesel) och agenten Brian O'Connor (Paul Walker). Men när de tvingas att konfrontera en gemensam fiende, måste de lägga sin strid åt sidan och samarbeta för att utmanövrera honom. |      |                                       |                                                    |               |
| "Fast & Furious 5" | 2011 | Justin Lin                            | Chris Morgan                                       | 15 april 2011 |
| Sedan Brian och Mia Toretto fritog Dom från häktet har de korsat många gränser för att kunna undvika myndigheterna. I Rio de Janeiro måste de göra en sista stöt för att kunna vinna sin frihet. Medan de samlar ihop sitt gäng av toppförare vet de fortfarande att det enda sättet för dem att verkligen slippa undan är att konfrontera den korrupte affärsman som vill se dem döda. Men han är inte ensam om att vilja få tag på dem. |      |                                       |                                                    |               |
| "Fast & Furious 6" | 2013 | Justin Lin                            | Chris Morgan                                       | 7 maj 2013    |
| Doms (Vin Diesel) och Brians (Paul Walker) Rio-kupp raserade ett brottsimperium och gjorde dem och deras gäng rika, men de kommer aldrig att kunna åka hem. Under tiden har Hobbs (Dwayne Johnson) jagat en brottsorganisation av dödligt skickliga förare genom 12 länder. Deras ledares (Luke Evans) hänsynslösa andreman visar sig vara Letty (Michelle Rodriguez), kvinnan Dom älskade och trodde var död. Det enda sättet att stoppa gängets framfart är att överlista dem på gatunivå, så Hobbs ber Dom att samla sitt elit-team i London. Betalningen? Full benådning för dem alla, så att de kan återvända till sina hem och sina familjer igen.                       |      |                                       |                                                    |               |
| "Fast & Furious 7" | 2015 | James Wan                             | Chris Morgan                                       | 16 mars 2015  |
| Deckard Shaw (Jason Statham) vill hämnas på Dominic Toretto (Vin Diesel) och hans gäng, efter att de orsakade hans brors koma. |      |                                       |                                                    |               |
| "Fast & Furious 8" | 2017 | F. Gary Gray                          | Chris Morgan                                       | 14 april 2017 |
| En spökhackare (Charlize Theron) utpressar Dominic Toretto (Vin Diesel) med att hota om att döda hans familj ifall han inte hjälper till att utföra hennes plan för att stjäla en ubåt och atombomberna ombord. |      |                                       |                                                    |               |
| "Fast & Furious 9" | 2021 | Justin Lin                            | Chris Morgan och Daniel Casey                      | 31 mars 2021  |
| Dominic Toretto lever ett alldagligt liv med sin fru och son när hans bortglömda bror dyker upp för att ta över världen. Dom och hans team måste samlas än en gång för att stoppa detta nya hot. |      |                                       |                                                    |               |
| "Fast X"" | 2023 | Louis Leterrier och delvis Justin Lin |                                                    |               |
| I den femte Fast and Furious-filmen slog Dom Toretto och hans besättning ut den brasilianske knarkkungen Hernan Reyes. Vad Dom och övriga i hans gäng inte visste var att Reyes son, Dante (Jason Momoa), blev vittne till händelsen. Han har tillbringat de senaste tolv åren med att tänka ut en plan för att hämnas. |      |                                       |                                                    |               |

### Spin-offs
| Titel | År   | Regissör     | Manus        | Premiär    |
| --- | ---- | ------------ | ------------ | ---------- |
| "Fast & Furious: Hobbs & Shaw" | 2019 | David Leitch | Chris Morgan | 2 aug 2019 |
| När en cyborg vid namn Brixton (Idris Elba) får tag i ett vapen som hotar mänskligheten för alltid, tvingas Luke Hobbs (Dwayne Johnson) att samarbeta med sin ovän Deckard Shaw (Jason Statham) för att stoppa honom. |      |              |              |            |